# Pablo Nascimento Castro
Pablo Nascimento Castro (* 21. Juni 1991 in São Luís) ist ein brasilianischer Fußballspieler.

## Karriere

### Verein
Pablo begann seine Karriere beim Ferroviário AC. Zwischen April 2008 und Februar 2009 spielte er leihweise für den Iraty SC. Im September 2009 wechselte er zum Ceará SC. Im Frühjahr 2010 spielte er leihweise für den Quixadá FC, für den er einmal in der Staatsmeisterschaft von Ceará zum Einsatz kam. Nach seiner Rückkehr zu Ceará debütierte er im September 2010 gegen den CR Vasco da Gama in der Série A. In der Saison 2010 kam er zu drei Einsätzen in der höchsten brasilianischen Spielklasse. Im Frühjahr 2011 war Pablo erneut verliehen, diesmal an die AE Tiradentes. Für diese spielte er dreimal in der Staatsmeisterschaft von Ceará.
Für Ceará kam er in der Saison 2011 zu keinem Ligaeinsatz, mit dem Verein stieg er zu Saisonende aus der Série A ab. Daraufhin wechselte er zur Saison 2012 zum Erstligisten Grêmio FBPA. In Porto Alegre kam er allerdings nie in der Liga zum Einsatz. Zur Saison 2013 schloss er sich dem Zweitligisten Avaí FC an. In seiner ersten Spielzeit bei Avaí kam er zu drei Einsätzen in der Série B. In der Saison 2014 absolvierte der Innenverteidiger 32 Spiele in der zweiten Liga und stieg mit dem Verein zu Saisonende in die Série A auf.
Nach dem Aufstieg wechselte er zur Saison 2015 zum Neo-Ligakonkurrenten AA Ponte Preta. Für Ponte Preta absolvierte er 18 Erstligapartien, ehe er im August 2015 nach Frankreich zu Girondins Bordeaux wechselte. In seiner ersten Spielzeit im Ausland kam Pablo zu 16 Einsätzen in der Ligue 1. Nachdem er in der Hinrunde der Saison 2016/17 keine Rolle mehr gespielt hatte, wurde er im Januar 2017 zurück nach Brasilien an den SC Corinthians verliehen. In São Paulo kam er in der Saison 2017 zu 24 Einsätzen in der Série A. Nach dem Saisonende in Brasilien kehrte er im Januar 2018 wieder nach Bordeaux zurück. Nach seiner Rückkehr konnte er sich bei Girondins schließlich durchsetzen, bis zum Ende der Saison 2017/18 absolvierte er 15 Partien in der Ligue 1. In der Saison 2018/19 kam er zu 25 Einsätzen, in der Saison 2019/20 spielte er bis zum Abbruch 25 Mal in der höchsten französischen Spielklasse.
Im Januar 2021 wechselte Pablo nach Russland zu Lokomotive Moskau. Bis zum Ende der Saison 2020/21 kam er zu zehn Einsätzen in der Premjer-Liga. In der Saison 2021/22 absolvierte er 13 Partien, ehe er im März 2022 in seine Heimat zurückkehrte und zum CR Flamengo wechselte. Am 19. November 2022 konnte Pablo mit dem Klub den Erfolg im Copa do Brasil 2022 feiern. Am 29. November folgte der Sieg in der Copa Libertadores 2022.
Zum Start in die Saison 2024 wurde Pablo an den Botafogo FR ausgeliehen. Die Leihe wurde befristet bis zum Jahresende.
Am 21. April debütierte Pablo schließlich für Botafogo beim 5:1-Sieg gegen Juventude im Nilton Santos Stadium in der dritten Runde der brasilianischen Meisterschaft. Der Verteidiger spürte jedoch erneut seinen Oberschenkel und verließ das Spiel. Pablo verbrachte nur 20 Minuten auf dem Feld. Dieses war sein einziger Einsatz im Turnier, bei dem Botafogo im Dezember die Meisterschaft gewinnen konnte.

### Nationalmannschaft
Pablo debütierte im Oktober 2018 für die brasilianische A-Nationalmannschaft, als er in einem Testspiel gegen Saudi-Arabien in der Startelf stand.

## Erfolge
Corinthians
- Staatsmeisterschaft von São Paulo: 2017

Flamengo
- Copa do Brasil: 2022
- Copa Libertadores: 2022
- Supercopa do Brasil: 2025
- Staatsmeisterschaft von Rio de Janeiro: 2025

Botafogo
- Campeonato Brasileiro de Futebol: 2024